# Дори, Леонора
Леонора Дори (итал. Leonora Dori; 19 мая 1568, Флоренция, Флорентийское герцогство — 8 июля 1617, Париж, Королевство Франция) — жена Кончино Кончини, маркиза и маршала д’Анкра, фрейлина королевы Франции Марии Медичи, пользовавшаяся большим влиянием в начале правления Людовика XIII. После гибели мужа была обвинена в колдовстве и обезглавлена.

## Биография
Леонора Дори родилась в 1568 году во Флоренции в незнатной семье. Её отец был простым плотником, мать в 1573 году стала кормилицей Марии Медичи — дочери великого герцога тосканского Франческо I. В 1588 году Леонора поступила в услужение к принцессе Марии. Постепенно она стала ближайшим доверенным лицом своей молочной сестры и обрела на неё большое влияние. В 1600 году, когда Мария стала женой короля Франции Генриха IV, Леонора переехала вместе с ней в Париж.
В 1601 году Леонора стала женой Кончино Кончини — ещё одного приближённого Марии. Её влияние на королеву и на французскую политику постоянно росло, так что Генрих IV иногда даже угрожал, что вышлет её из страны вместе с мужем. В 1610 году король был убит (ходили слухи, что Кончини может быть к этому причастен), королева стала регентом при своём малолетнем сыне Людовике XIII, и Леонора обрела ещё большую власть. Её муж купил титул маркиза д’Анкра, стал маршалом Франции (1613).

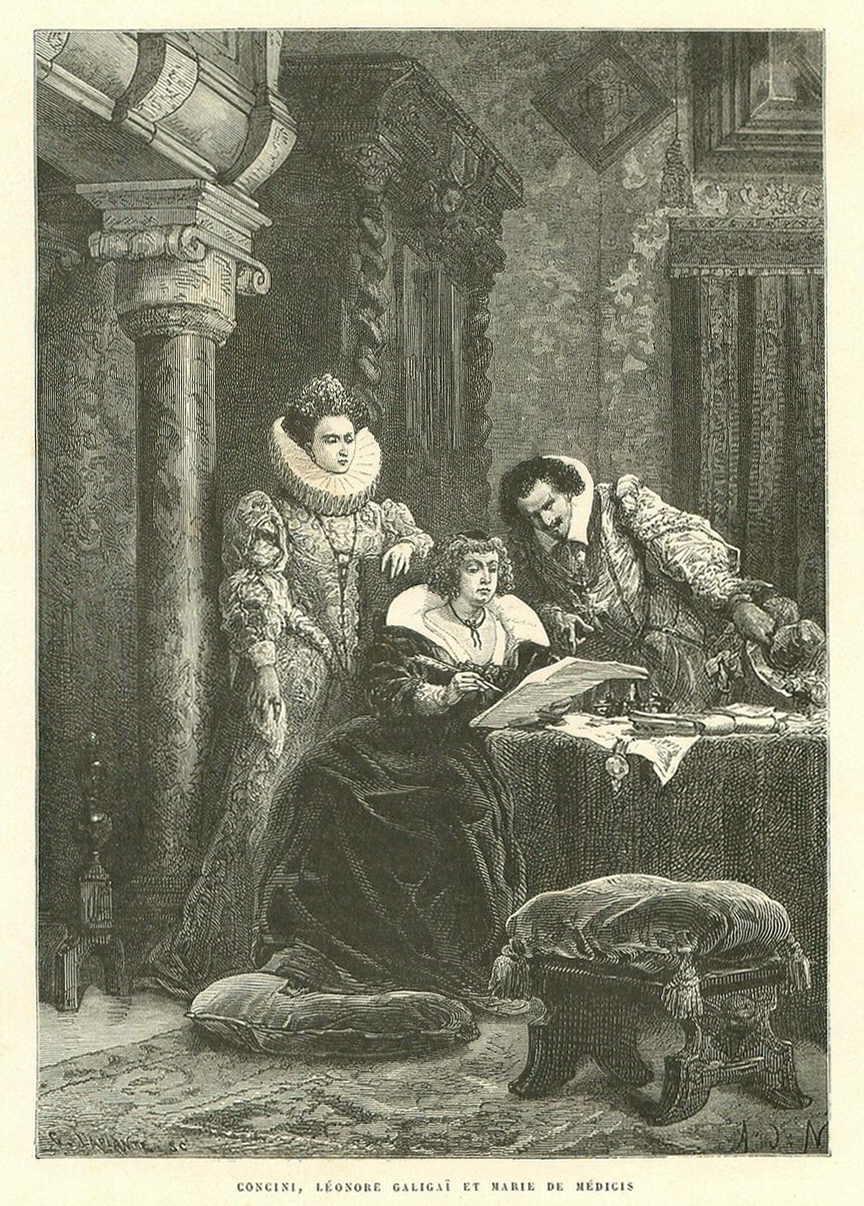
Леонора с мужем и Марией Медичи

24 апреля 1617 года маршал д’Анкр был убит по приказу короля, Леонору арестовали, заключили в Бастилию и обвинили в колдовстве (она действительно интересовалась практиками такого рода, ища в них исцеление от эпилепсии). После короткого судебного процесса мадам д’Анкр объявили виновной и приговорили к отсечению головы и сожжению тела. Этот приговор был приведён в исполнение 8 июля 1617 года на Гревской площади.
В браке Леонора стала матерью двух детей — Анри (1603—1631) и Мари (1607—1617).

## Образ в кино
- 1960 — «Капитан» (Франция, Италия); Жаклин Порель.
- 1977 — телесериал «Ришелье» (Франция); Маривонна Шильц.